# Resistència pull-up

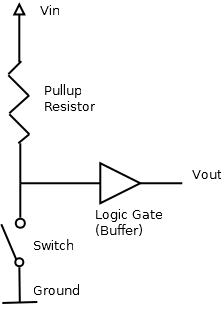
Quan l'interruptor està obert, la tensió de l'entrada de la porta s'eleva fins al nivell de Vin. Quan l'interruptor està tancat, la tensió d'entrada a la porta passa a terra.

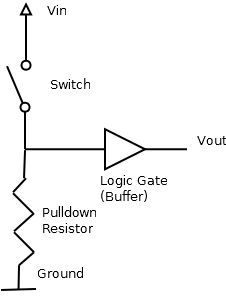
Quan l'interruptor està obert, la tensió de l'entrada de la porta s'eleva fins al nivell de Ground. Quan l'interruptor està tancat, la tensió d'entrada a la porta passa a Vin.

En els circuits lògics electrònics, una resistència pull-up (PU) o una resistència pull-down (PD) és una resistència que s'utilitza per assegurar un estat conegut per a un senyal. Normalment s'utilitza en combinació amb components com interruptors i transistors, que interrompen físicament la connexió dels components posteriors a terra o a VCC. Tancar l'interruptor crea una connexió directa a terra o VCC, però quan l'interruptor està obert, la resta del circuit quedaria flotant (és a dir, tindria una tensió indeterminada).
Per a un interruptor que s'utilitza per connectar un circuit a VCC (per exemple, si l'interruptor o el botó s'utilitza per transmetre un senyal "alt"), una resistència desplegable connectada entre el circuit i la terra garanteix una tensió de terra ben definida. (és a dir, baix lògic) a la resta del circuit quan l'interruptor està obert. Per a un interruptor que s'utilitza per connectar un circuit a terra, una resistència pull-up (connectada entre el circuit i VCC) garanteix una tensió ben definida (és a dir, VCC, o alt lògic) quan l'interruptor està obert.
Un interruptor obert no és equivalent a un component amb impedància infinita, ja que en el primer cas, la tensió estacionària en qualsevol bucle en què estigui implicat ja no es pot determinar per les lleis de Kirchhoff. En conseqüència, les tensions a través d'aquests components crítics (com la porta lògica de l'exemple de la dreta), que només estan en bucles que impliquen l'interruptor obert, tampoc no estan definits.
Una resistència pull-up estableix eficaçment un bucle addicional sobre els components crítics, assegurant que la tensió estigui ben definida fins i tot quan l'interruptor està obert.

## Aplicacions
Es pot utilitzar una resistència pull-up quan s'interfaça portes lògiques a les entrades. Per exemple, un senyal d'entrada pot ser tirat per una resistència, després es pot utilitzar un interruptor o una corretja de pont per connectar aquesta entrada a terra. Això es pot utilitzar per a informació de configuració, per seleccionar opcions o per resoldre problemes d'un dispositiu.